# Proacidalia smrzi
Proacidalia smrzi är en fjärilsart som beskrevs av Slaby 1949. Proacidalia smrzi ingår i släktet Proacidalia och familjen praktfjärilar. Inga underarter finns listade i Catalogue of Life.